# Stazione meteorologica di Rola di Spilamberto
La stazione meteorologica di Rola di Spilamberto è la stazione meteorologica di riferimento relativa all'omonima località del territorio comunale di Spilamberto.

## Coordinate geografiche
La stazione meteorologica, di tipo automatico DCP, si trova nell'Italia nord-orientale, in Emilia-Romagna, in provincia di Modena, nel comune di Spilamberto, in località Rola di Spilamberto, col barometro collocato a 91 metri s.l.m. e alle coordinate geografiche 44°31′01.72″N 11°00′00.16″E.

## Dati climatologici
In base alla media trentennale di riferimento 1961-1990, la temperatura media del mese più freddo, gennaio, si attesta a +2,1 °C; quella del mese più caldo, luglio, è di +24,0 °C .
| Rola di Spilamberto | Mesi | Mesi | Mesi | Mesi | Mesi | Mesi | Mesi | Mesi | Mesi | Mesi | Mesi | Mesi | Stagioni | Stagioni | Stagioni | Stagioni | Anno |
| Rola di Spilamberto | Gen  | Feb  | Mar  | Apr  | Mag  | Giu  | Lug  | Ago  | Set  | Ott  | Nov  | Dic  | Inv      | Pri      | Est      | Aut      | Anno |
| ------------------- | ---- | ---- | ---- | ---- | ---- | ---- | ---- | ---- | ---- | ---- | ---- | ---- | -------- | -------- | -------- | -------- | ---- |
| T. max. media (°C)  | 6,2  | 8,9  | 14,3 | 19,7 | 24,0 | 29,0 | 31,5 | 30,7 | 26,8 | 20,1 | 13,8 | 8,0  | 7,7      | 19,3     | 30,4     | 20,2     | 19,4 |
| T. min. media (°C)  | −2,0 | −0,9 | 2,9  | 6,8  | 10,4 | 14,3 | 16,4 | 15,9 | 13,4 | 8,3  | 4,4  | −0,5 | −1,1     | 6,7      | 15,5     | 8,7      | 7,5  |